# كونتية هينو
كونتية هينو (بالفرنسية:Comté de Hainaut، بالهولندية: Graafschap Henegouwen، بالألمانية: Grafschaft Hennegau) كانت سيادة تاريخية ضمن الإمبراطورية الرومانية المقدسة في العصور الوسطى، وعاصمتها مونس (وتعني بالهولندية: Bergen)